# 493 a.C.
Il 493 a.C. (CDXCIII a.C. in numeri romani) è un anno  del V secolo a.C.

## Eventi
- Roma:
  - consoli Postumio Cominio Aurunco e Spurio Cassio Vecellino.
  - 19 aprile - Roma: consacrazione del tempio di Cerere, Libero e Libera.
  - Spurio Cassio firma con i Latini il "Foedus Cassianum";
  - Postumio Cominio, invece, guida l'esercito contro i Volsci di Anzio conquistando anche Longula, Polusca e, secondo la leggenda con l'aiuto di Gneo Marcio Coriolano, anche la città di Corioli.
  - Roma espande il suo dominio su tutto il Lazio.
  - Roma si alleò con i Latini (foedus Cassianum).[1]

## Morti
- Istieo, avventuriero greco antico
- Agrippa Menenio Lanato, politico romano